# Pristimantis achatinus
Pristimantis achatinus es una especie de anfibio anuro de la familia Strabomantidae.
Se encuentra en Colombia, Ecuador y Panamá. Su hábitat natural son los bosques húmedos subtropicales o tropicales de tierras bajas, bosques húmedos montañas tropicales o subtropicales, plantaciones, jardines rurales, áreas urbanas y zonas previamente boscosas ahora muy degradadas.